# FFC Gera
Der F.F.C. Gera (offiziell: Frauen Fußball Club Gera e. V.) war ein Frauenfußballverein aus Gera. Die erste Mannschaft qualifizierte sich einmal für den DFB-Pokal.

## Geschichte
Gegründet im Herbst 1973, hat der F.F.C. Gera seinen Ursprung in der Frauenmannschaft der BSG Modedruck Gera in der ehemaligen DDR. Nach anfänglichen, kleineren Erfolgen spielte sie zweitklassig hinter den Spitzenteams aus Potsdam, Dresden, Schlema, Rostock, Jena und Karl-Marx-Stadt. In den Jahren 1988 und 1989 belegte sie den 6. und 7. Platz in der Südstaffel der Damen-DDR-Liga.

### Regionalliga 1991–2000
Mangels einer eigenen Spielklasse in Thüringen gastierte die Mannschaft in der Saison 1990/91 in der Sachsen-Liga und schaffte als Staffelsieger nach den Aufstiegsspielen gegen Dresden-Übigau den Aufstieg in die Oberliga Nord-Ost. Nach Aufwertung und Umbenennung der Spielklasse zur Regionalliga Nordost wurde bis zum Abstieg im Jahr 2000 stets die Klasse gehalten. Der größte Erfolg in dieser Zeit war der fünfte Platz 1992. Dabei traten die Geraerinnen anfänglich noch als TSV 1880 Modedruck Gera-Zwötzen, später als TSV 1880 Gera-Zwötzen an.

### Regionalliga 2006–2010
Nach mehreren Jahren Aufenthalt in der Landesliga Thüringen und Ausgliederung in den 1. FC Gera 03 schaffte die Mannschaft 2006 den Wiederaufstieg in die Regionalliga Nordost. 2008 konnte sie den Thüringenpokal gewinnen und qualifizierte sich für den DFB-Pokal. Dort unterlag man in der 1. Runde gegen den benachbarten Bundesliga-Aufsteiger FF USV Jena.

### Verbandsliga ab 2010
Durch den vorletzten Platz in der Saison 2009/10 musste die Mannschaft erneut in die Verbandsliga absteigen. Da zahlreiche Spielerinnen nach dem Abstieg den Verein verließen, wurde mit der Frauenmannschaft der BSG Wismut Gera die Spielgemeinschaft (SG) Gera gebildet. Diese trat in der Saison 2010/11 in der Verbandsliga Thüringen an. Ihre Heimspiele trug die SG Gera in der Hinrunde im Karl-Harnisch-Sportzentrum und in der Rückrunde im Stadion am Steg aus.
Am 29. April 2011 gründeten die Spielerinnen der SG Gera den F.F.C. Gera, der gleich in seiner ersten Saison Thüringenmeister 2012 wurde. Auf einen möglichen Aufstieg in die Regionalliga wurde verzichtet. Im Jahre 2015 erreichte die Mannschaft das Endspiel um den Thüringenpokal und traf dort auf die zweite Mannschaft des FF USV Jena. Da die erste Mannschaft der Jenaerinnen bereits gesetzt war, qualifizierte sich der F.F.C. Gera für den DFB-Pokal in der Folgesaison. Nach einer 0:12-Heimniederlage gegen den Zweitligisten FSV Gütersloh 2009 schied der F.F.C. Gera jedoch schon in der ersten Runde aus.
Von 2012 bis 2015 erreichte der Verein mit zwei Frauen- sowie drei Nachwuchsmannschaften auf Verbands- und Kreisebene seine Blütezeit. Danach reduzierten sich von Saison zu Saison die Mannschaften. 2019 zog man sich mit der Frauenmannschaft freiwillig aus der Verbandsliga in die Landesklasse zurück. Danach wechselte man personalbedingt in die Regionalklasse nach Sachsen-Anhalt, da es in Thüringen keine Kleinfeldliga gab. Noch in der laufenden Saison löste sich der F.F.C. Gera im Mai 2021 auf. Dessen Mannschaften schlossen sich der BSG Wismut Gera an.